# Grebbeberg
Grebbeberg es una colina morrena en los  Países Bajos que alcanza una altura de 52 metros.  Se encuentra ubicada en la ciudad de Rhenen, en la provincia oriental de Utrecht.  La colina está cubierta de robles. 
Por su ubicación estratégica, que ofrece una vista sin obstáculos del Bajo Rin y de Betuwe esta colina ha sido siempre de gran importancia histórica. 
Las excavaciones arqueológicas demostraron que Grebbeberg se fortificó ya hacia el año 2000 antes de cristo.